# Session Man
Session Man é um filme de drama em curta-metragem estadunidense de 1991 dirigido e escrito por Seth Winston. Venceu o Oscar de melhor curta-metragem em live action na edição de 1992.

## Elenco
- James Remar - McQueen
- Richard Aguilar - Guarda
- Erich Anderson - Peter Goffigon
- Teresa Crespo - Mulher
- Greg De Belles - Lee Fisher
- Michael Durrette - Leonard
- Bader Howar - Holly Mc Queen
- Robert Knepper - Torrey Cole
- Jeff Kober - Dean Storm
- Tito Larriva - Rato
- Evan MacKenzie - Dabid Abrams
- Chris McCarty - Stuart
- Michael Harris - Chris Manning